# Messier 82
Messier 82 (M82 ili NGC 3034) je nepravilna galaksija u zviježđu Veliki medvjed. Galaksiju je otkrio Johann Elert Bode 1774. godine, zajedno s galaksijom Messier 81. Pierre Méchain ponovno je otkrio galaksiju 1779. godine, a Charles Messier ju je u svoj katalog unio 1781. godine.

## Svojstva
M82 nalazi se na udaljenosti od 11.5 milijuna ly. Njene prividni dimenzije su 11.2' x 4.3', što odgovara stvarnim dimenzijama od 37,500 x 14,300 ly. Galaksiju vidimo bočno pa nije pouzdano poznat njen oblik. Proučavanje galaktike u bliskom infracrvenom dijelu spektra pokazala su naznake dva spiralna kraka. M82 pokazuje oko tri puta duži disk u IC dijelu spektra. Njene stvarne dimenzije mogle bi biti oko 100,000 x 20,000 ly. 
Nepravilan oblik M82 posljedica je bliskog susreta s M81 koji se odigrao prije 100 milijuna godina. U tom procesu manja i manje masivna galaktika M82 doživjela je naglo urušavanje oblaka plina i prašine zbog plimnih sila masivnije M81. Direktna posljedica urušavanja oblaka ubrzano formiranje zvijezda. U bliskoj budućnosti pojavit će se val eksplozija supernova, mladih masivnih zvijezda koje su nastala nedavno ili nastaju danas. Udaljenost između M81 i M82 danas je oko 300,000 ly.
Nedaleko od jezgre M82, na udaljenosti od 600 ly, nalazi se crna rupa srednje mase. Ona je izvor promjenljivog zračnje u rendgenskom dijelu spektra. Masa crne rupe je između 200 i 5000 masa Sunca.
M82 je član grupe galaktika poznat kao M81 grupa.
21. siječnja 2014. u galaksiji je otkrivena supernova SN 2014J.

## Amaterska promatranja
M82 je veoma zahvalan objekt za promatranje. Malo teže ju je uloviti u dvogledu zbog manjih dimenzija. Njen prividni sjaj iznosi + 8.4 magnituda. Njen površinski sjaj znatno je veći od M81 i zato se lako uočava, ponekad i lakše nego M81. U 200 mm teleskopu moguće je vidjeti pruge prašine po tijelu galaksije. Veći teleskop će otkriti kompliciraniju strukturu galaksije.
M81 zajedno s M82 čini veoma popularan par galaktika za promatranje i fotografiranje.

## Vanjske poveznice
Skice M82